# Демешкин Перевоз
Демешкин Перевоз — деревня в Гостицком сельском поселении Сланцевского района Ленинградской области.

## История
С 1917 по 1924 год деревня входила в состав Пелешского сельсовета Выскатской волости Гдовского уезда.
С 1924 года, в составе Журавлёвского сельсовета.
С 1927 года, в составе Рудненского района.
По данным 1933 года деревня Демешкин Перевоз входила в состав Пелешского сельсовета Рудненского района. С августа 1933 года, в составе Гдовского района.
С января 1941 года, в составе Сланцевского района.
С 1 августа 1941 года по 31 января 1944 года, германская оккупация.
С 1963 года, в составе Кингисеппского района.
По состоянию на 1 августа 1965 года деревня Демешкин Перевоз входила в состав Пелешского сельсовета Кингисеппского района. С ноября 1965 года, вновь в составе Сланцевского района. В 1965 году население деревни составляло 191 человек.
По данным 1973 года деревня входила в состав Пелешского сельсовета Сланцевского района.
По данным 1990 года деревня Демешкин Перевоз находилась в составе Гостицкого сельсовета.
В 1997 году в деревне Демешкин Перевоз Гостицкой волости проживали 139 человек, в 2002 году — 149 человек (русские — 90 %).
В 2007 году в деревне Демешкин Перевоз Гостицкого СП проживали 144, в 2010 году — 92, в 2012 году — 128, в 2013 году — 113 человек.

## География
Деревня расположена в юго-западной части района на автодороге 41К-005 (Псков — Краколье).
Расстояние до административного центра поселения — 7 км.
Близ деревни расположена одноимённая пристань.
Деревня находится на левом берегу реки Плюсса.

## Демография
| 2007 | 2010 | 2017 |
| ---- | ---- | ---- |
| 144  | ↘92  | ↗106 |